# Andrea Ramírez
Andrea Ramírez Vargas, född 4 september 1998, är en colombiansk taekwondoutövare.

## Karriär
Ramírez började med taekwondo som 14-åring. I juni 2017 tog hon brons i 46 kg-klassen vid VM i Muju. I november 2017 tog Ramírez silver i 46 kg-klassen vid bolivarianska spelen i Santa Marta efter en finalförlust mot venezuelanska Virginia Dellán. I juli 2018 tog hon guld i 46 kg-klassen vid centralamerikanska och karibiska spelen i Barranquilla efter att ha besegrat mexikanska Brenda Costa Rica i finalen.
I juli 2019 tog Ramírez brons i 49 kg-klassen vid panamerikanska spelen i Lima. I juli 2021 tävlade hon i 49 kg-klassen vid OS i Tokyo. Ramírez inledde med att besegra kroatiska Kristina Tomić i åttondelsfinalen men förlorade sedan i kvartsfinalen mot turkiska Rukiye Yıldırım.
I maj 2022 tog Ramírez guld i 46 kg-klassen vid panamerikanska mästerskapen i Punta Cana efter att ha besegrat panamanska Karoline Castillo i finalen. I juli 2022 tog hon guld i 49 kg-klassen vid bolivarianska spelen i Valledupar efter att ha besegrat venezuelanska Virginia Dellán i finalen. I oktober 2022 tog Ramírez guld i 49 kg-klassen vid sydamerikanska spelen i Asunción efter att ha besegrat brasilianska Talisca Reis i finalen. Följande månad tog Ramírez brons i 46 kg-klassen vid VM i Guadalajara.
I juli 2023 tog Ramírez sitt andra guld i 49 kg-klassen vid centralamerikanska och karibiska spelen i San Salvador efter att ha besegrat mexikanska Daniela Souza i finalen. I oktober 2023 tog hon silver i 49 kg-klassen vid panamerikanska spelen i Santiago efter en finalförlust mot Daniela Souza.